# Matija Mitrović
Matija Mitrović (in serbo Матија Митровић?; Belgrado, 12 dicembre 2004) è un calciatore serbo, centrocampista dello Železničar Pančevo.

## Carriera
Mitrović è cresciuto nel settore giovanile di Stella Rossa, Chicago Fire e Voždovac. Il 5 aprile 2023 ha debuttato in prima squadra con il club biancorosso nell'incontro di Superliga perso 1-0 contro il Partizan ed il 4 luglio seguente ha firmato il suo primo contratto professionistico. Il 16 settembre ha segnato il suo primo gol nel successo per 3-1 sul Mladost Lučani.

## Statistiche

### Presenze e reti nei club
Statistiche aggiornate al 27 maggio 2024.
| Stagione        | Squadra         | Campionato      | Campionato | Campionato | Coppe nazionali | Coppe nazionali | Coppe nazionali | Coppe continentali | Coppe continentali | Coppe continentali | Altre coppe | Altre coppe | Altre coppe | Totale | Totale | Totale |
| Stagione        | Squadra         | Comp            | Pres       | Reti       | Comp            | Pres            | Reti            | Comp               | Pres               | Reti               | Comp        | Pres        | Reti        | Pres   | Reti   |        |
| --------------- | --------------- | --------------- | ---------- | ---------- | --------------- | --------------- | --------------- | ------------------ | ------------------ | ------------------ | ----------- | ----------- | ----------- | ------ | ------ | ------ |
| 2022-2023       | Voždovac        | SL              | 4          | 0          | CS              | 0               | 0               |                    | -                  | -                  |             | -           | -           | 4      | 0      |        |
| 2023-2024       | Voždovac        | SL              | 30         | 1          | CS              | 2               | 2               |                    | -                  | -                  |             | -           | -           | 32     | 3      |        |
| Totale carriera | Totale carriera | Totale carriera | 34         | 1          |                 | 2               | 2               |                    | -                  | -                  |             | -           | -           | 36     | 3      |        |